# Graphocephala nigricephala
Graphocephala nigricephala är en insektsart som beskrevs av Nielson et Godoy 1995. Graphocephala nigricephala ingår i släktet Graphocephala och familjen dvärgstritar. Inga underarter finns listade i Catalogue of Life.